# Llista de ciutats de Sèrbia
Aquesta és una llista de les ciutats i pobles de Sèrbia, d'acord amb els criteris usats per l'Oficina d'Estadístiques de la República de Sperbia, que classifica els assentaments humans en urbans i rurals, no tan sols segons un criteri de grandària, sinó també tenint en compte altres criteris administratius i legals.

## Ciutats administratives

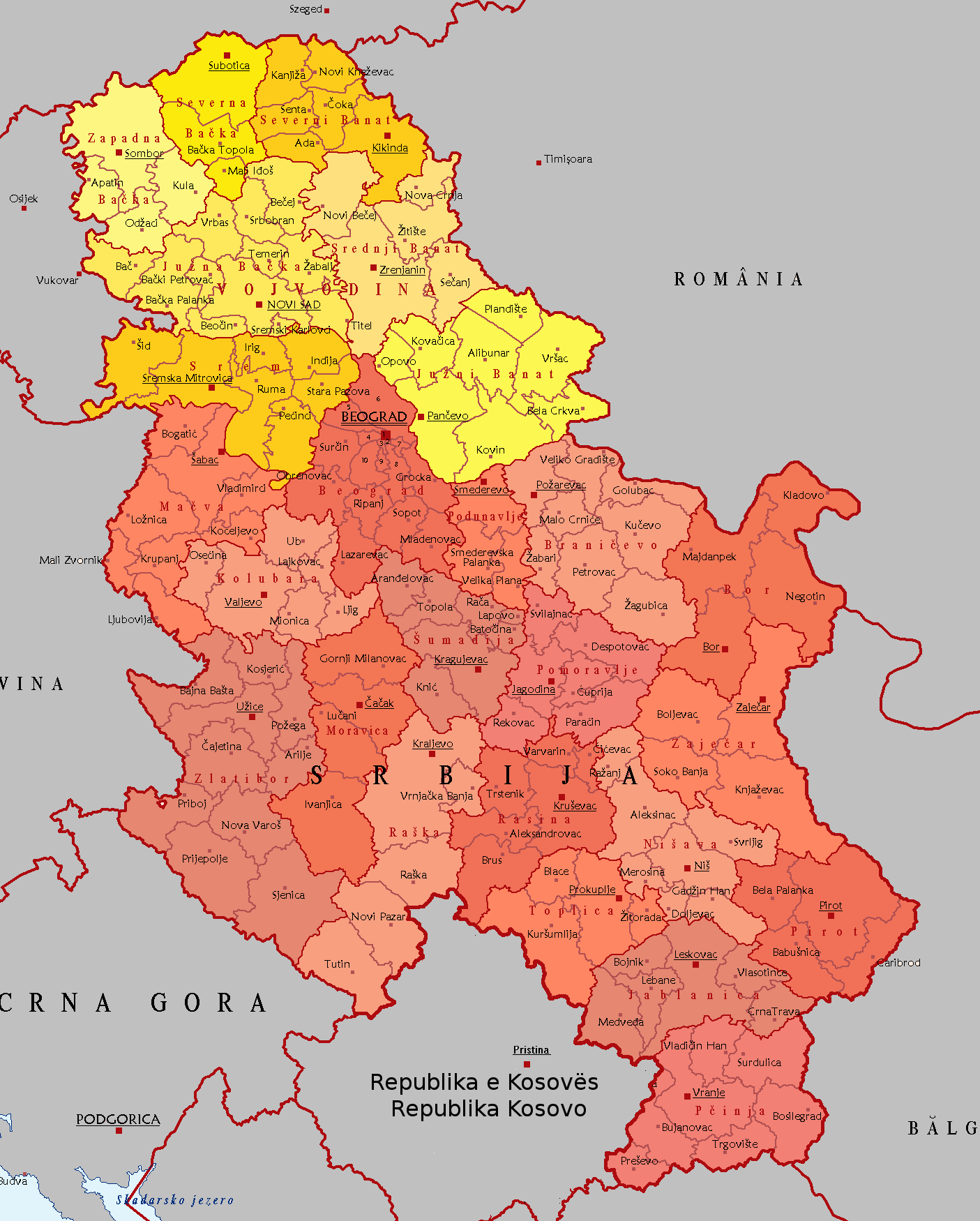
Municipis i ciutats de Sèrbia, d'acord amb Llei d'Ordenació Territorial

Les ciutats en sentit administratiu, són definides per la Llei d'Organització Territorial. Gaudeixen d'estatut d'autonomia especial, i un autotovern. De la mateixa manera, tenen els seus propis Parlaments i òrgans executius, així com un alcalde elegit per votació popular en eleccions locals. La capital, Belgrad, és l'única ciutat que està al nivell dels districtes. Totes les altres ciutats estan al nivell d'un municipi i formen part d'un districte.
Amb data del 2008, les següents ciutats tenen estatut administratiu oficial de ciutat:
| - Belgrad - Čačak - Jagodina - Kraljevo - Kragujevac - Kruševac - Leskovac - Loznica |  | - Novi Pazar - Novi Sad - Niš - Pančevo - Požarevac - Priština - Smederevo - Sombor |  | - Sremska Mitrovica - Subotica - Šabac - Užice - Valjevo - Vranje - Zaječar - Zrenjanin |

## Assentaments urbans

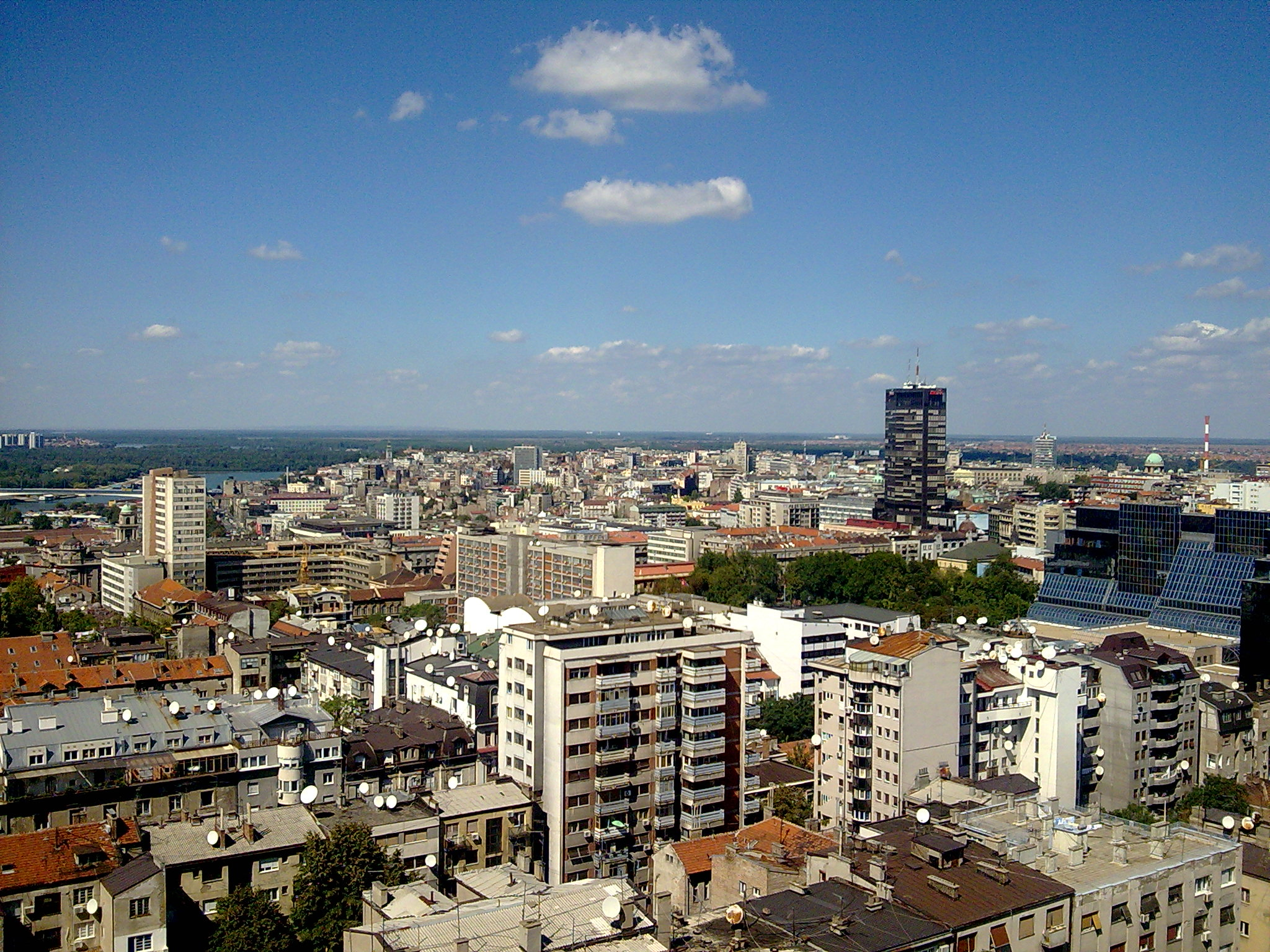
Belgrad

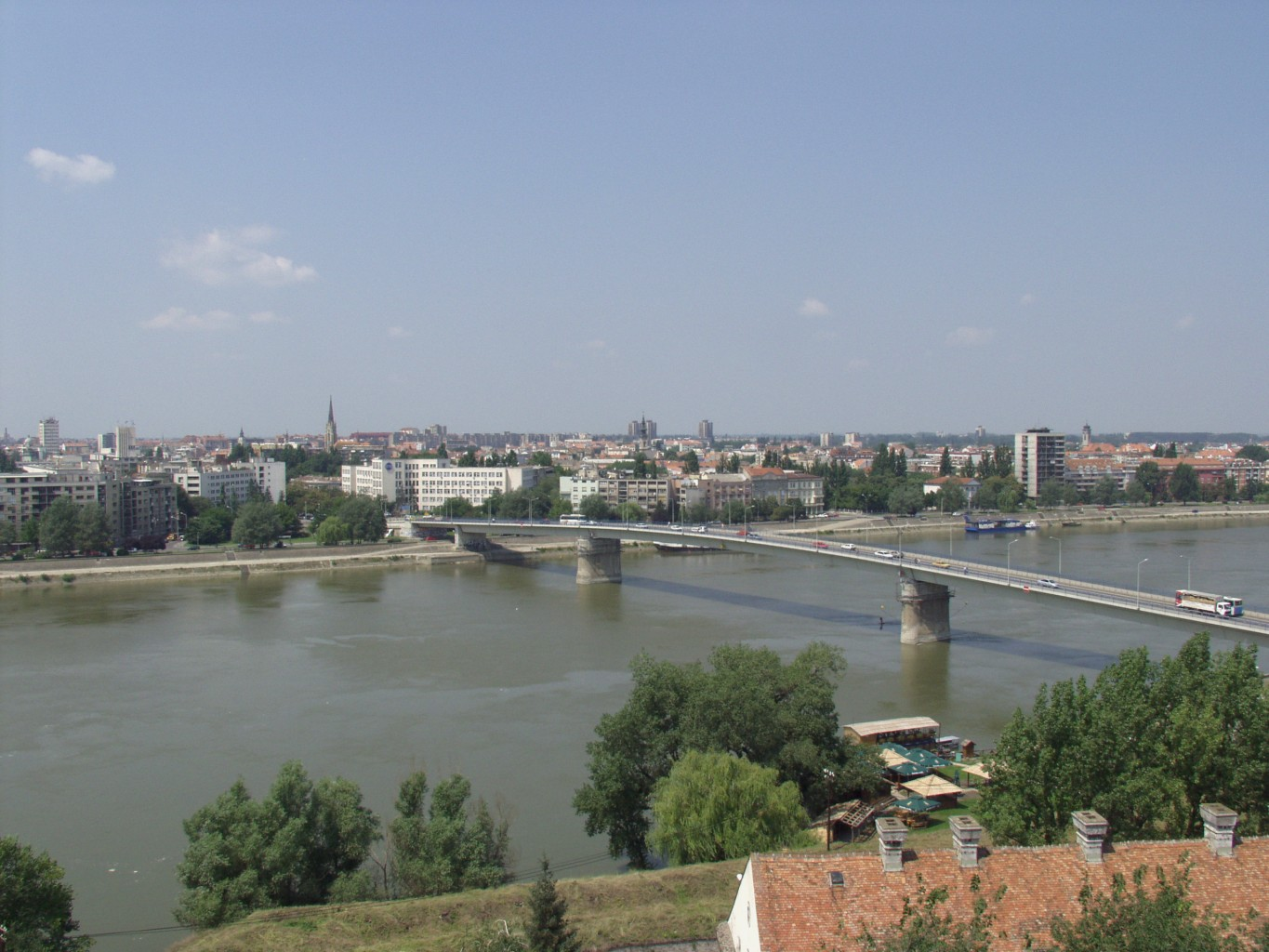
Novi Sad

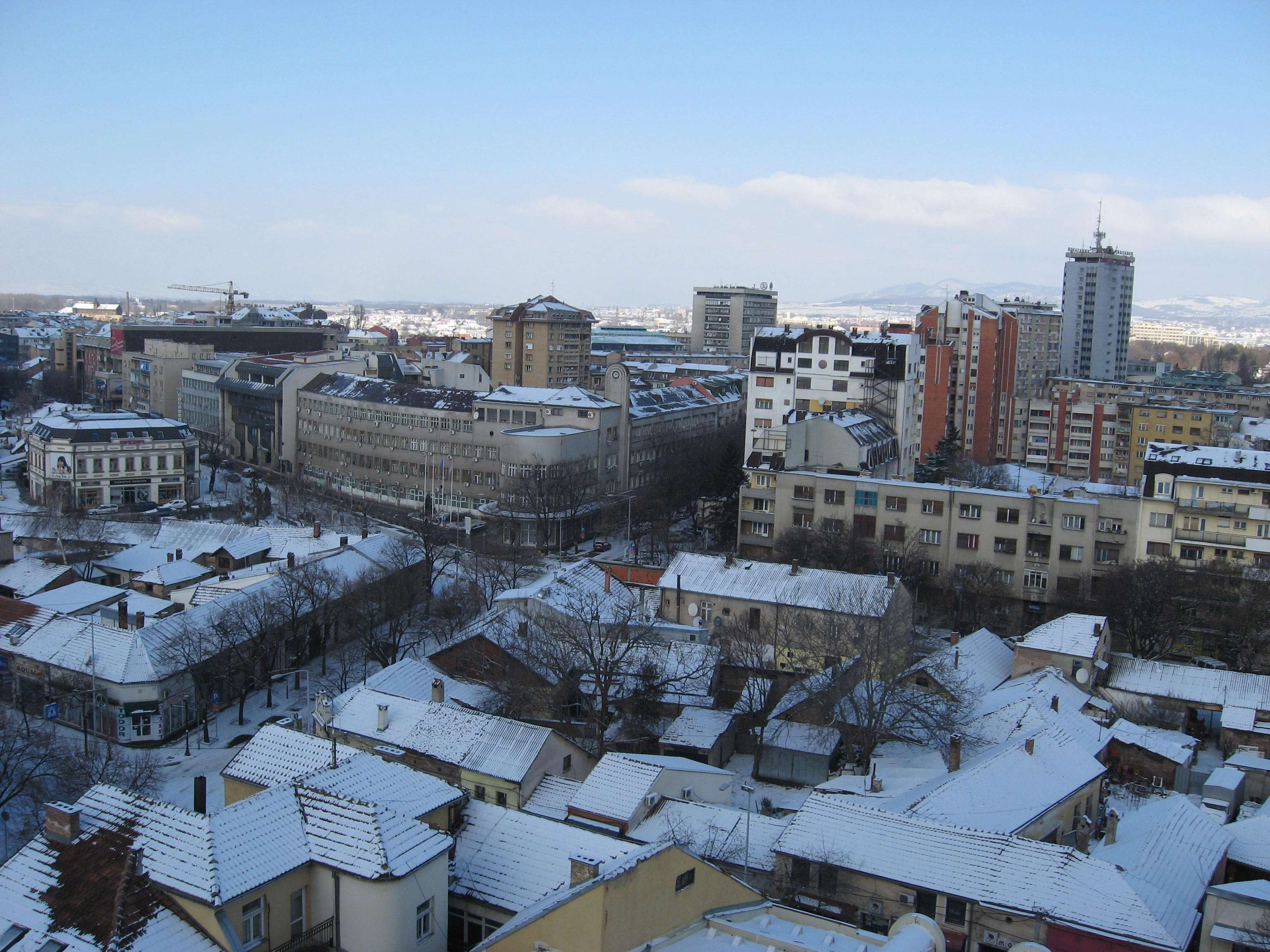
Niš

Kragujevac

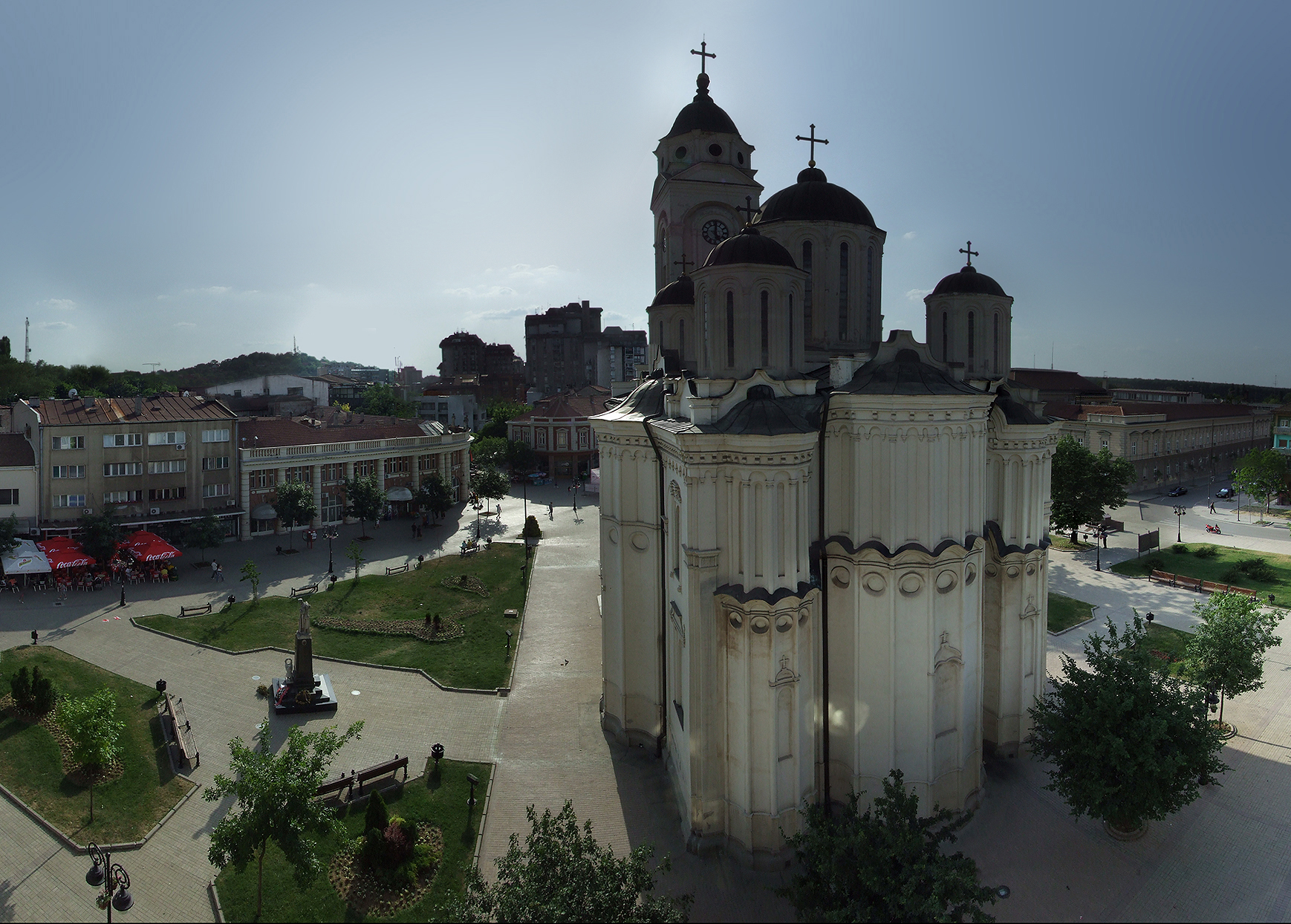
Smederevo

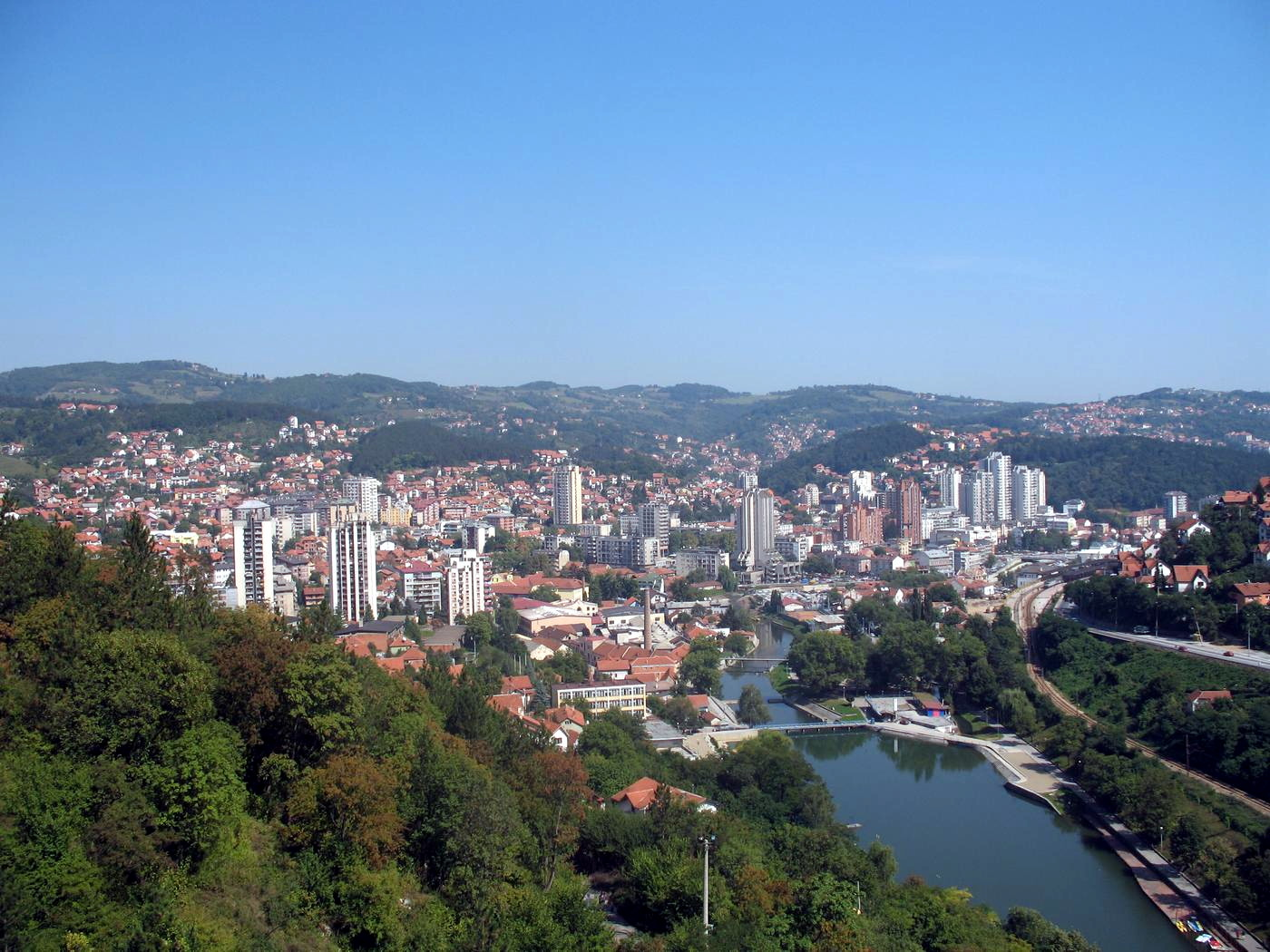
Užice

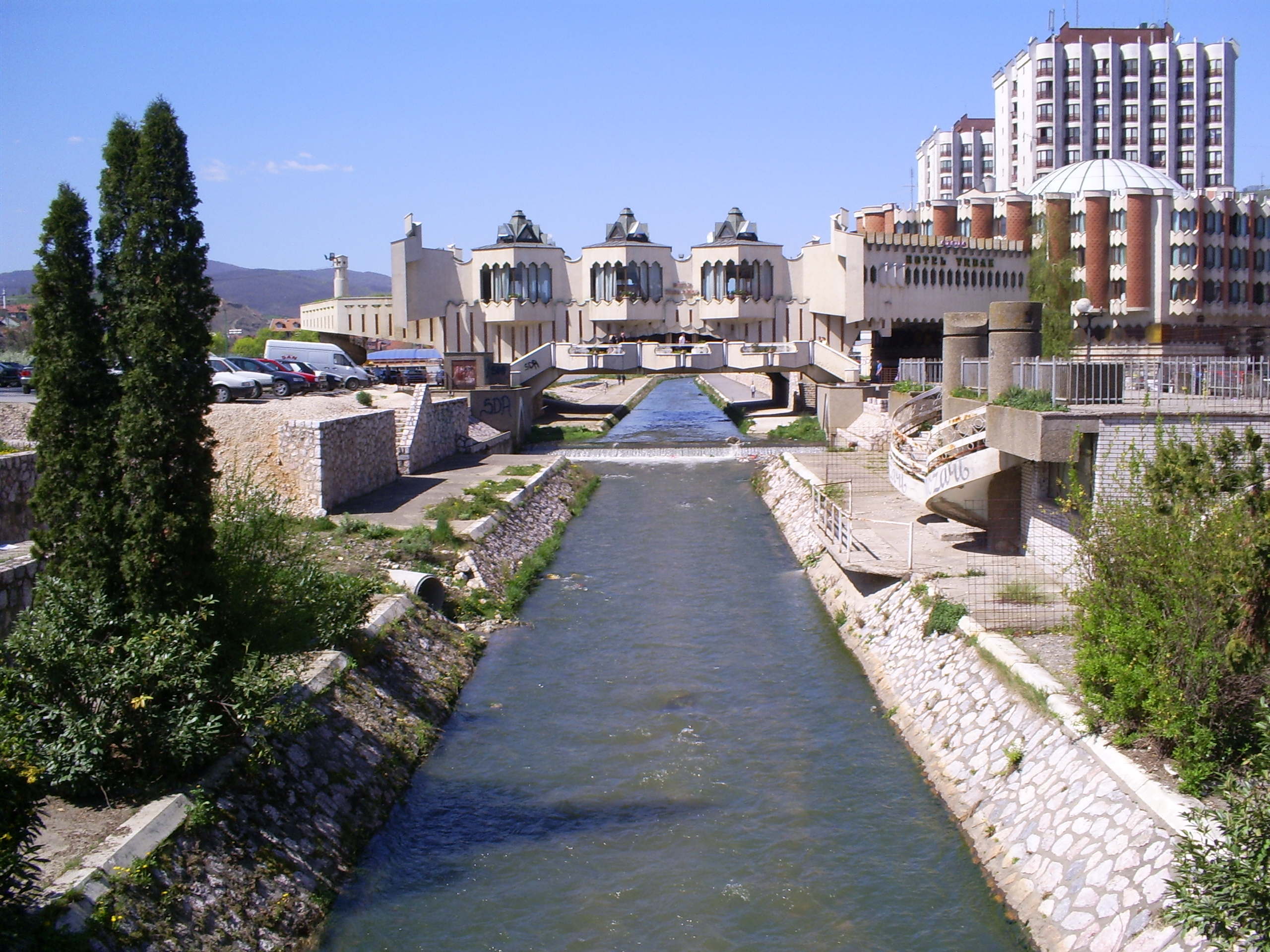
Novi Pazar

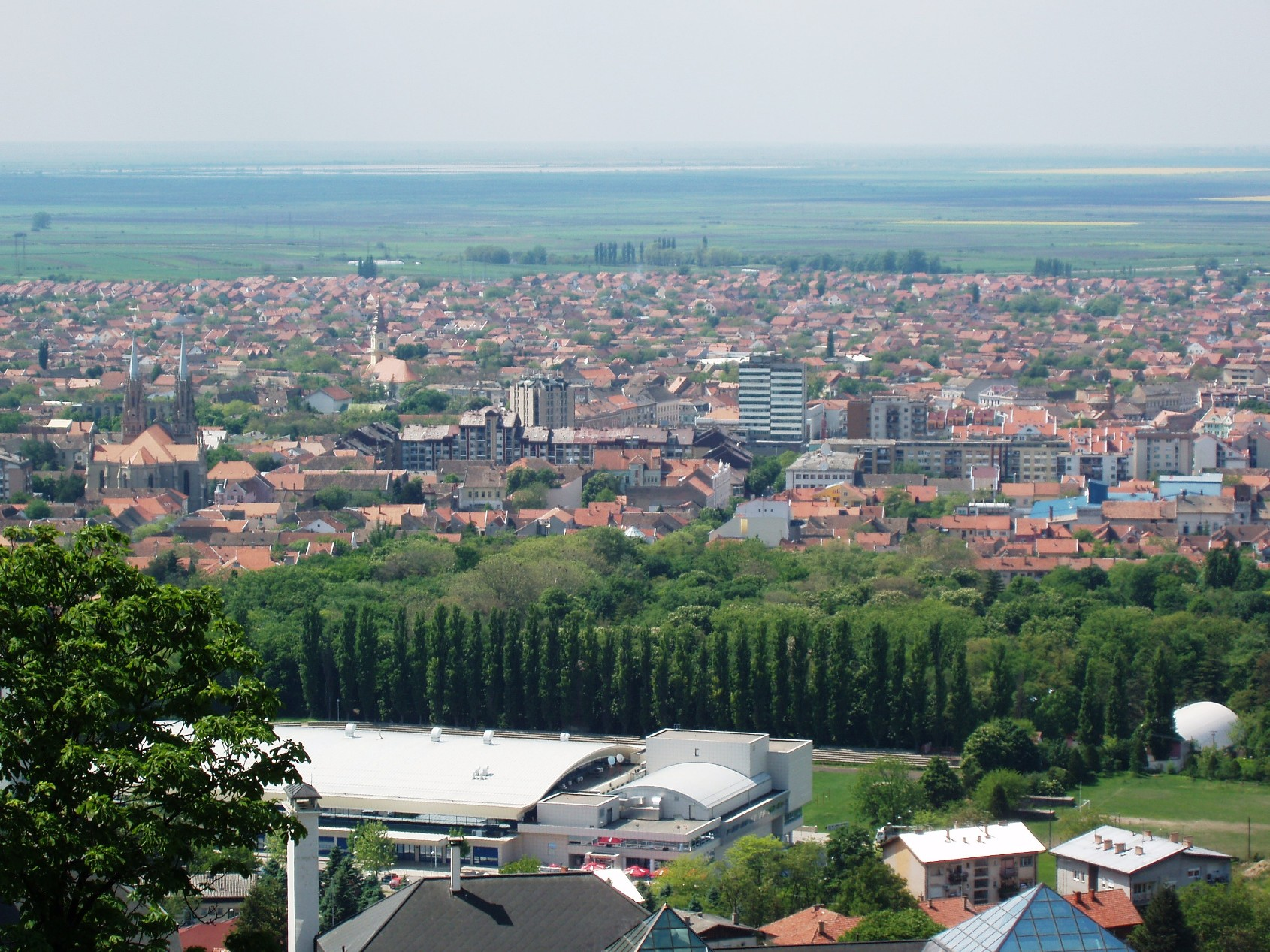
Vršac

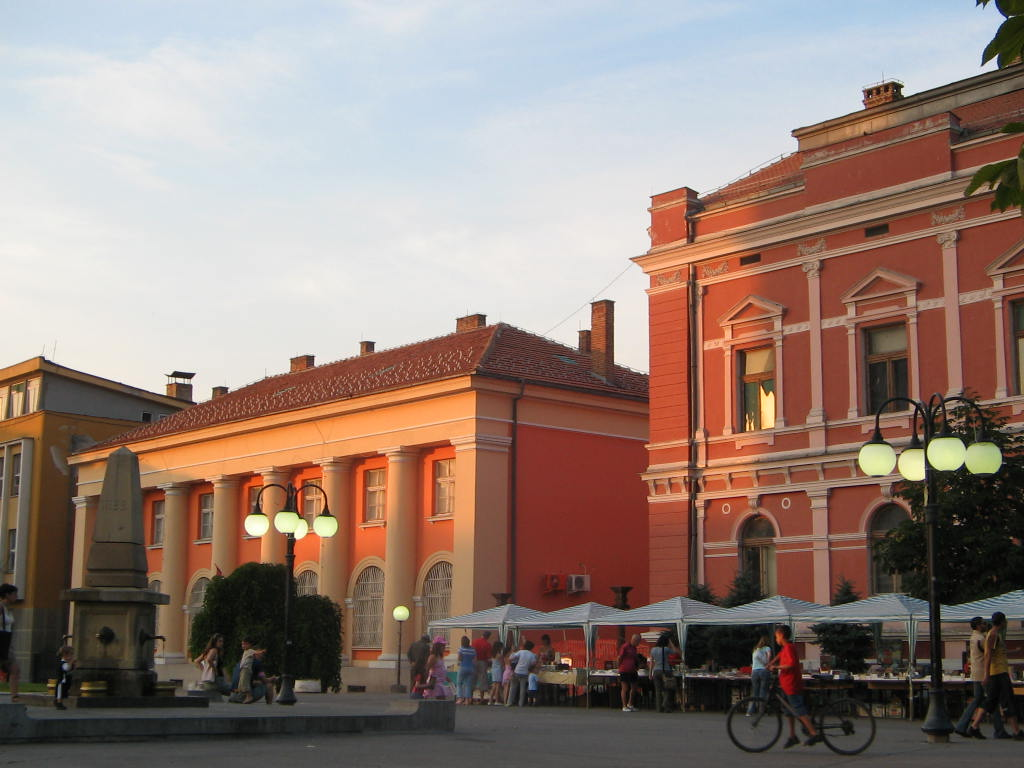
Zaječar

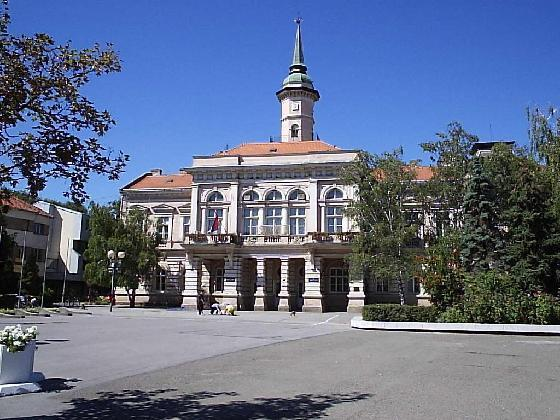
Bečej

Els cens serbi del 2011 es va fer solament amb els territoris de Sèrbia central i Voivodina. Segons criteris estadístics, els següents assentaments humans són classificats com a "urbans" (ex. ciutats i viles), en contraposició a "rural" (pobles). Aquests criteris no estan limitats per la grandària de l'assentament, sinó que també inclouen el percentatge de residents que es dediquen a l'agricultura, la densitat de població, etc. Així doncs, no totes les viles, en sentit estadístic, són més grans que un poble, i no són sempre centres de municipi.
| Ciutat/poble        | Població urbana (2011) | Població metropolitana (2011) |
| ------------------- | ---------------------- | ----------------------------- |
| Belgrad             | 1,344,844              | 1,659,440                     |
| Novi Sad            | 286,157                | 372,999                       |
| Niš                 | 202,208                | 260,237                       |
| Kragujevac          | 150,835                | 180,252                       |
| Subotica            | 105,681                | 141,554                       |
| Zrenjanin           | 76,511                 | 123,362                       |
| Pančevo             | 76,203                 | 123,414                       |
| Čačak               | 73,331                 | 115,337                       |
| Kraljevo            | 68,749                 | 125,488                       |
| Leskovac            | 110,240                | 144,206                       |
| Novi Pazar          | 66,527                 | 100,410                       |
| Smederevo           | 64,175                 | 108,209                       |
| Valjevo             | 58,932                 | 90,312                        |
| Kruševac            | 58,745                 | 128,752                       |
| Vranje              | 55,138                 | 83,524                        |
| Šabac               | 53,919                 | 115,884                       |
| Užice               | 52,646                 | 78,040                        |
| Sombor              | 47,623                 | 85,903                        |
| Požarevac           | 44,183                 | 75,334                        |
| Sremska Mitrovica   | 41,624                 | 79,940                        |
| Pirot               | 38,785                 | 57,928                        |
| Zaječar             | 38,165                 | 59,461                        |
| Kikinda             | 38,065                 | 59,453                        |
| Jagodina            | 37,282                 | 71,852                        |
| Vršac               | 36,040                 |                               |
| Bor                 | 34,160                 |                               |
| Ruma                | 30,076                 |                               |
| Bačka Palanka       | 28,239                 |                               |
| Prokuplje           | 27,333                 |                               |
| Inđija              | 26,025                 |                               |
| Lazarevac           | 26,006                 |                               |
| Aranđelovac         | 24,797                 |                               |
| Paraćin             | 25,104                 |                               |
| Obrenovac           | 25,429                 |                               |
| Gornji Milanovac    | 24,216                 |                               |
| Vrbas               | 24,112                 |                               |
| Bečej               | 23,895                 |                               |
| Mladenovac          | 23,609                 |                               |
| Smederevska Palanka | 23,601                 |                               |
| Temerin             | 19,613                 |                               |
| Ćuprija             | 19,471                 |                               |
| Loznica             | 19,351                 | 79,327                        |
| Senta               | 18,704                 |                               |
| Stara Pazova        | 18,602                 |                               |
| Futog               | 18,585                 |                               |
| Knjaževac           | 18,404                 |                               |
| Kula                | 17,973                 |                               |
| Surčin              | 17,556                 |                               |
| Apatin              | 17,411                 |                               |
| Nova Pazova         | 17,106                 |                               |
| Veternik            | 16,895                 |                               |
| Negotin             | 16,882                 |                               |
| Aleksinac           | 16,420                 |                               |
| Velika Plana        | 16,078                 |                               |
| Vlasotince          | 15,882                 |                               |
| Trstenik            | 15,282                 |                               |
| Šid                 | 14,893                 |                               |
| Bačka Topola        | 14,573                 |                               |
| Petrovaradin        | 14,298                 |                               |
| Priboj              | 14,015                 |                               |
| Kovin               | 13,515                 |                               |
| Preševo             | 13,426                 |                               |
| Novi Bečej          | 13,133                 |                               |
| Prijepolje          | 13,330                 |                               |
| Sjenica             | 13,056                 |                               |
| Kuršumlija          | 13,306                 |                               |
| Požega              | 13,153                 |                               |
| Bujanovac           | 12,011                 |                               |
| Srbobran            | 12,009                 |                               |
| Sremska Kamenica    | 11,967                 |                               |
| Ivanjica            | 11,715                 |                               |
| Kać                 | 11,612                 |                               |
| Surdulica           | 11,400                 |                               |
| Laćarak             | 10,622                 |                               |
| Tutin               | 10,094                 |                               |
| Vrnjačka Banja      | 10,065                 |                               |